# St. Godehardi (Bad Nenndorf)

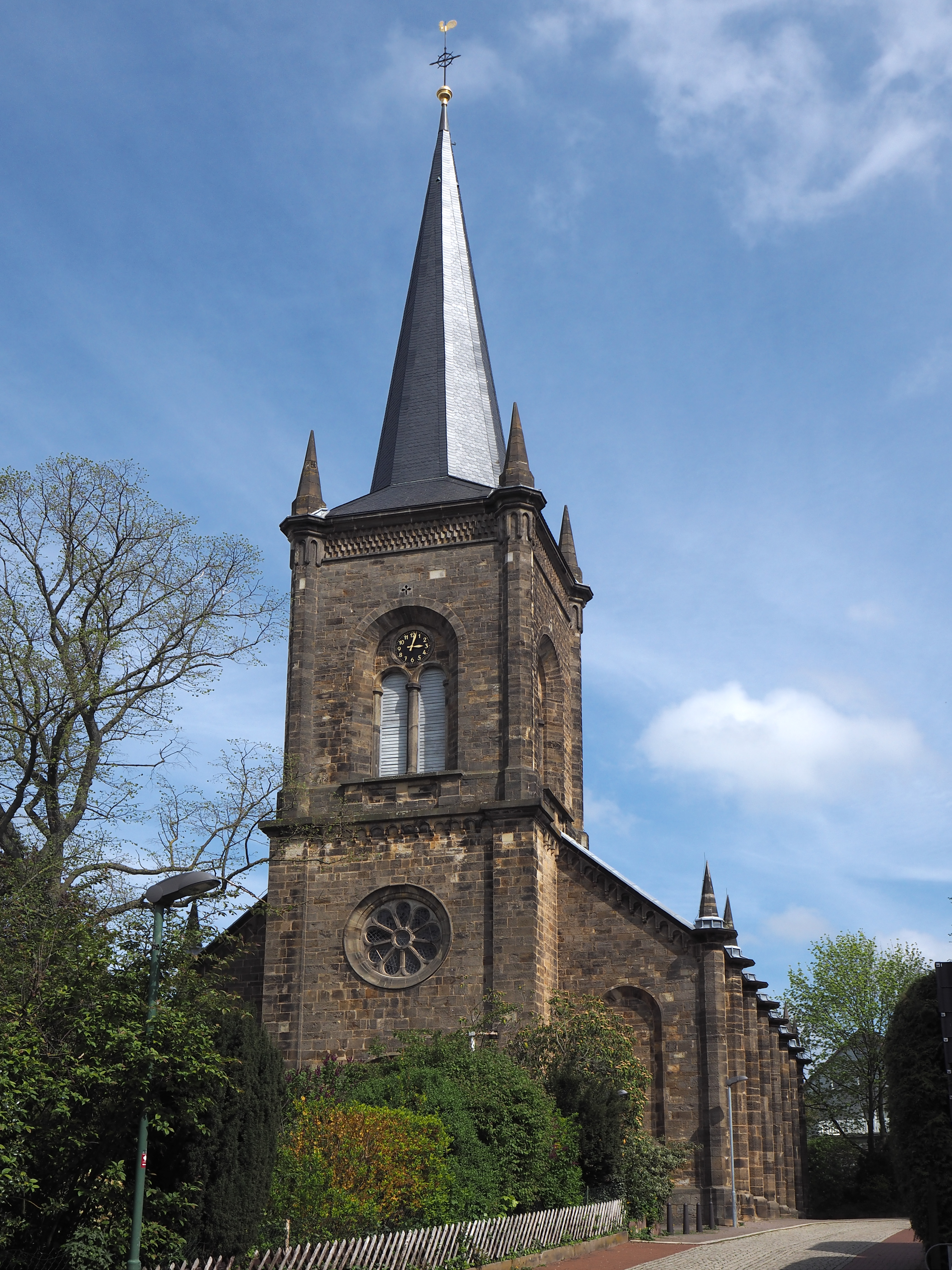
St. Godehardi von Westen

St. Godehardi-Kirche – Luftbild von Norden

St. Godehardi-Kirche – Luftbild von Norden aus größerer Höhe mit Grundstück

Die evangelisch-lutherische Kirche St. Godehardi steht am Ostende des Ortes in landschaftlich exponierter Hanglage von Bad Nenndorf, einer Stadt im Landkreis Schaumburg von Niedersachsen. Die Kirche steht unter Denkmalschutz. Die Kirchengemeinde liegt im Kirchenkreis Grafschaft Schaumburg im Sprengel Hannover der Evangelisch-lutherischen Landeskirche Hannovers. Benannt ist die Kirche nach dem Heiligen Godehard von Hildesheim.

## Baugeschichte
Eine Vorgängerkirche, die schon im 12. Jahrhundert erwähnt wurde, befand sich weiter unten an der Hauptstraße. Sie wurde wegen Baufälligkeit im Jahr 1847 abgerissen. Man entschied sich für einen Neubau etwas oberhalb, weil der Standort mehr Raum für eine neue Kirche bot.
Die neue Kirche, die in ihrer Ursprungsform bis heute erhalten ist, wurde von 1849 bis 1853 errichtet. Das Bauwerk ist vom Kasseler Baumeister Julius Eugen Ruhl im historistischen Rundbogenstil entworfen.
In den 1970er Jahren hat man umfangreiche Renovierungsarbeiten vorgenommen, unter anderem wurde das Dach neu eingedeckt. Außerdem wurde der Innenraum neu ausgemalt, Altar, Lesepult, Altarkreuz und Taufbecken wurden erneuert.
Eine weitere Renovierungsphase schloss sich in den 2000er Jahren an. Eine statische Absicherung von Dachbereichen sowie eine Fassadensanierung waren notwendig geworden. Im Innenraum hat man die ursprüngliche Farbgebung von 1853 wieder hergestellt. Die Kirche bewahrt innen und außen bis heute den Baustil der Erbauungszeit.

## Beschreibung des Bauwerks

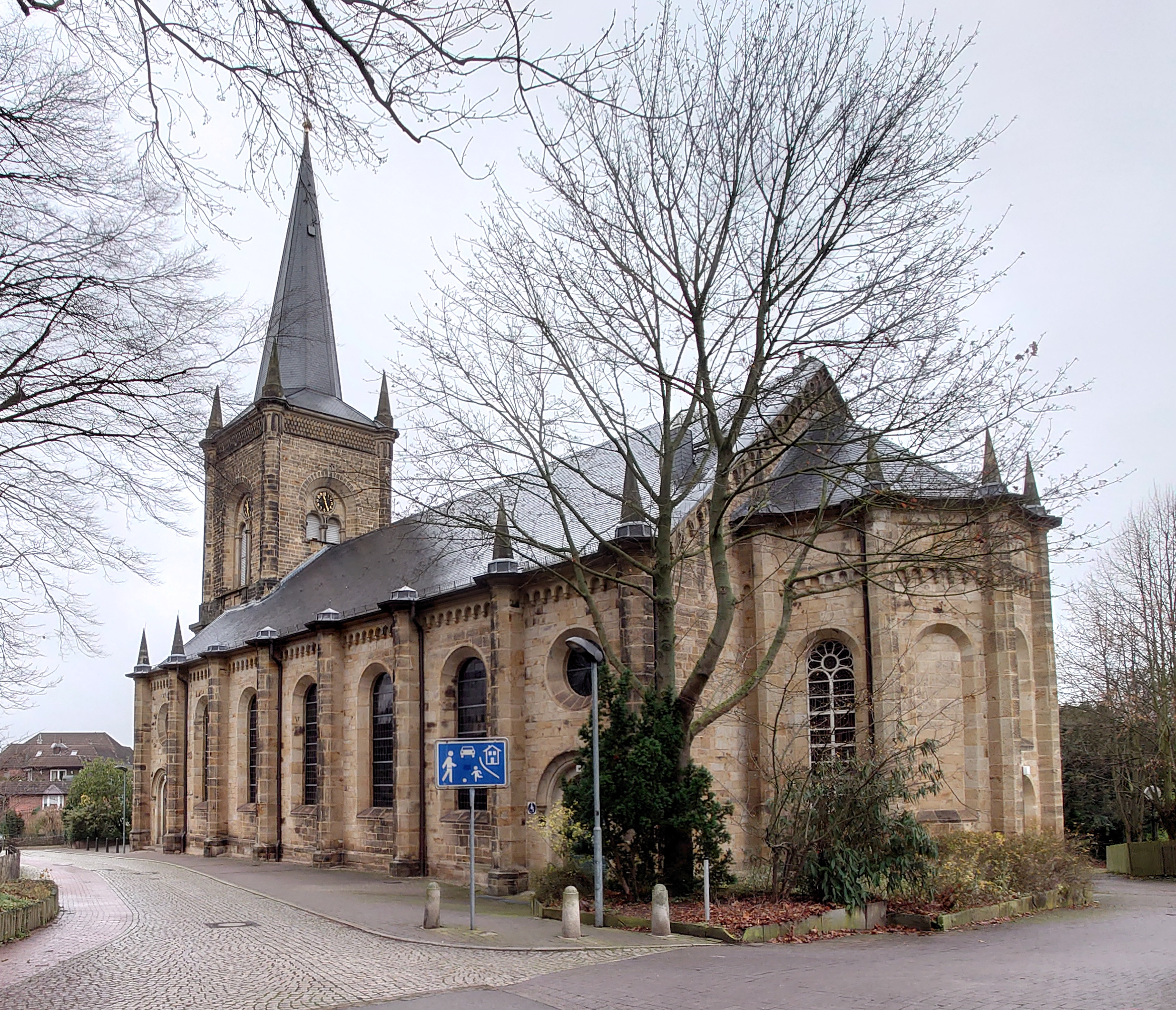
St. Godehardi von Südwesten mit Chorapsis

### Äußeres
Die dreischiffige Hallenkirche  besteht aus dem quadratischen, zweigeschossigen Kirchturm im Westen, einem Langhaus und einem Chor mit einer halbrunden Apsis. Der Außenbau ist durch Strebepfeiler gegliedert. Die Ecken des Turmdachs und die Strebepfeiler des Langhauses sind von Fialen bekrönt. Die Außenachsen der Seitenwände des Langhauses wie auch die Fassade des Turms sind durch rundbogige Portale und Ochsenaugen darüber betont.

### Innenraum

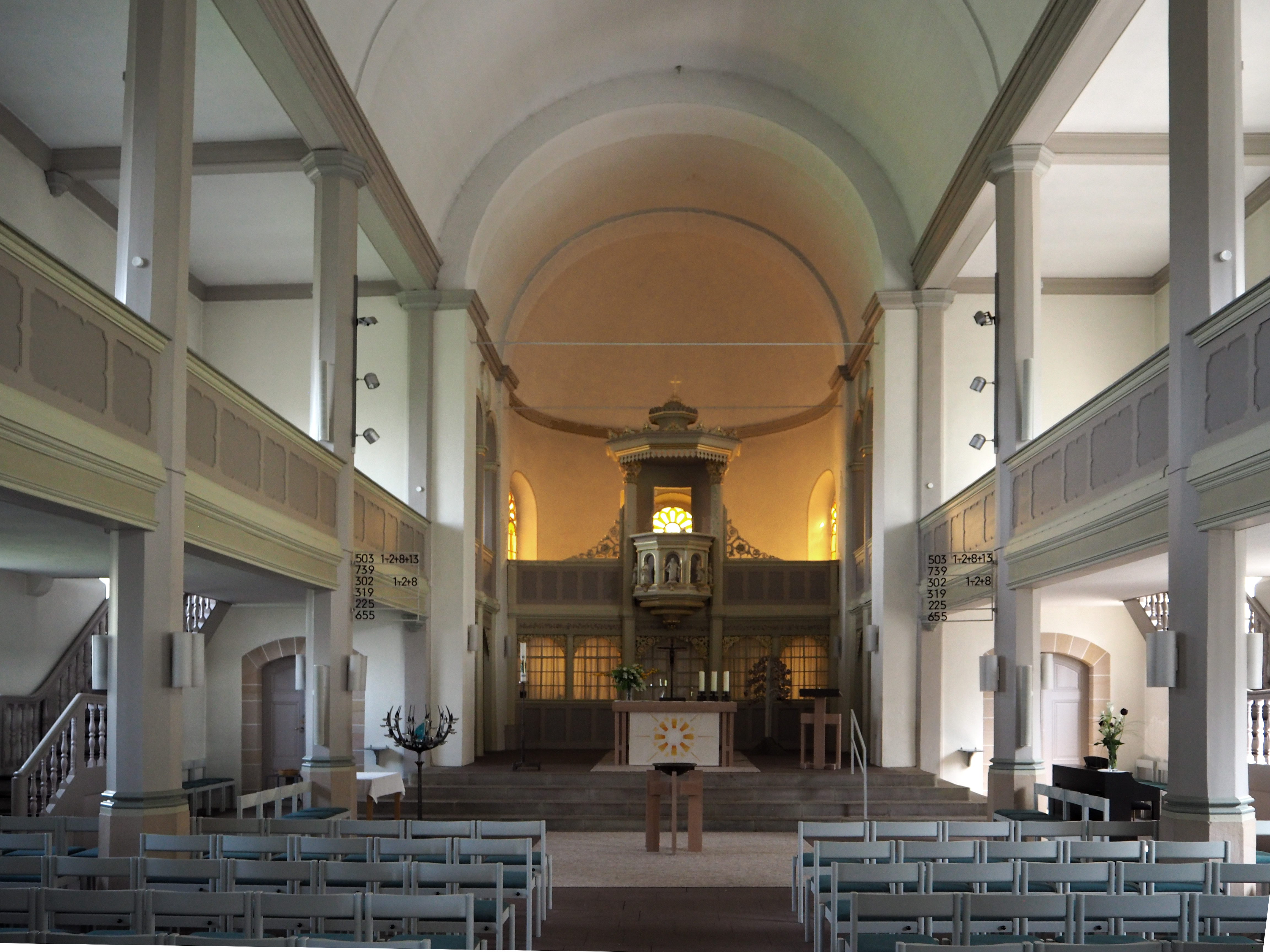
Innenraum nach Osten

Der Innenraum ist durch eingeschossige Emporen dreischiffig gegliedert, das Mittelschiff ist mit einem hölzernen Tonnengewölbe überspannt, die Seitenschiffe haben Flachdecken. Die Apsis des Chors ist durch eine Wand aus Altar und Kanzel vom Langhaus abgetrennt. Durch Rundbogenfenster kann man in die Apsis hineinsehen. Infolge der gelben Fensterverglasung entsteht ein besonderer Lichteffekt und der Chor setzt sich farblich vom Langhaus ab.

## Ausstattung

### Kanzelaltar
Eine polygonale Kanzel erhebt sich zentral über dem Altar. Eine derartige Kombination aus Altar und Kanzel wird als Kanzelaltar bezeichnet. Sie kommt oft in lutherischen Kirchen vor und soll dem von der Kanzel verkündeten Wort besondere Bedeutung verleihen.
In den Feldern des Kanzelkorbs befinden sich Statuetten von den vier Evangelisten und von Jesus Christus. Der von zwei Säulen getragene ausladende Schalldeckel wird von einem Kreuz gekrönt.

### Orgel
Auf der Westseite des Langhauses steht die Orgel. Das Orgelwerk wurde mehrfach erneuert und erweitert. Die heutige Orgel mit 31 Registern, verteilt auf 2 Manuale und ein Pedal, wurde 1977 von den Gebrüdern Hillebrand gebaut. Die letzte umfangreiche Überarbeitung fand 2008–2009 statt.
Der dreiachsige Orgelprospekt zeigt barocke Formen. Er stammt vermutlich vom Anfang des 18. Jahrhunderts und wurde im 19. Jahrhundert erneuert.

### Gedenksteine
Eine Grabplatte an der Südseite des Turms zeigt einen Geistlichen, der einen Kelch und eine Hostie in den Händen hält. Der umlaufende Text enthält den Namen des letzten vorreformatorischen Priesters, der 1551 gestorben ist.
Ein Gedenkstein an der Nordseite des Turms stammt vom Anfang des 17. Jahrhunderts. Er erinnert an den landgräflichen Oberförster Otto Klott. Die Gestalten, die unter dem Gekreuzigten knien, stellen die Familie des Försters dar.

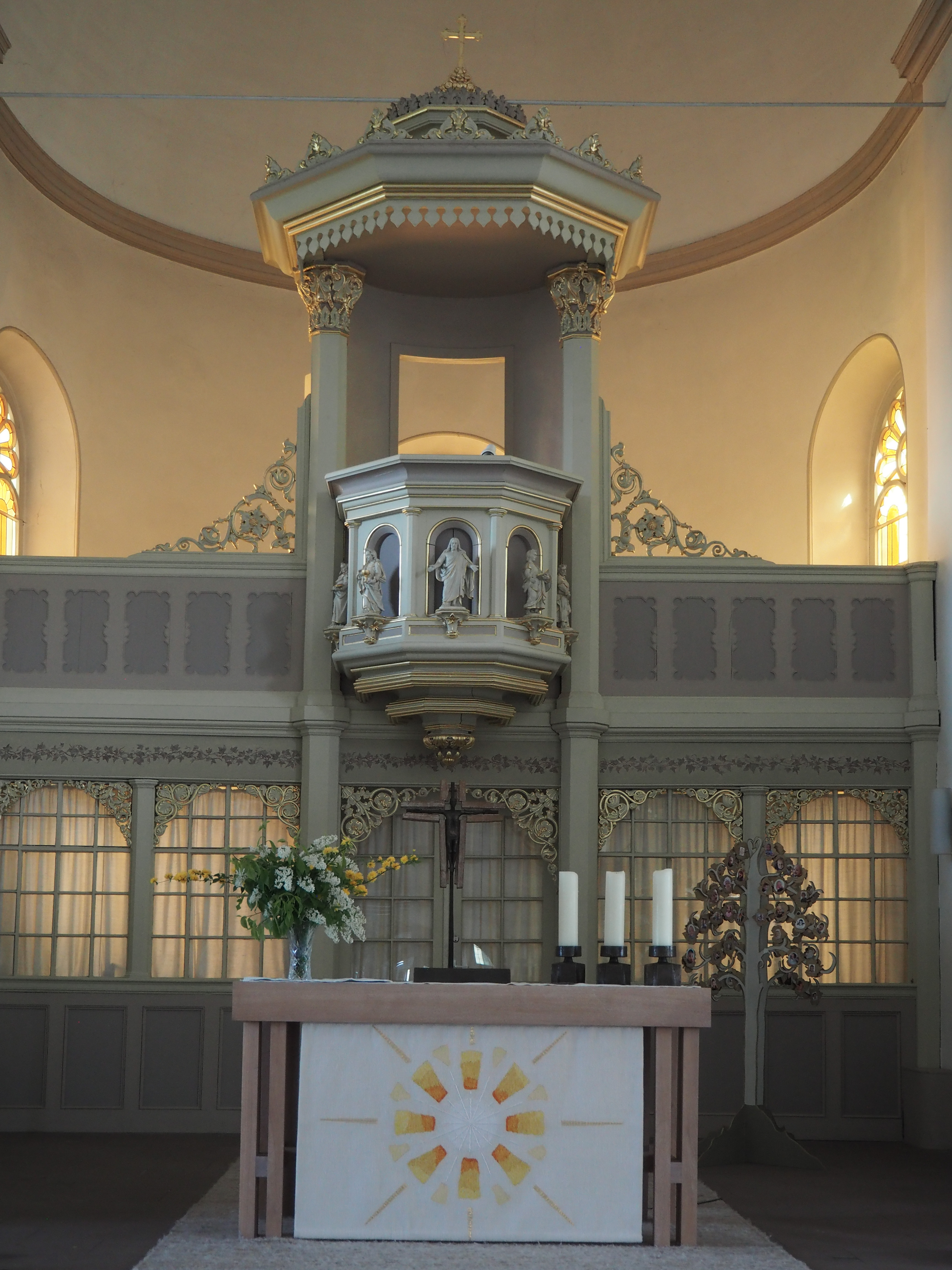
Kanzelaltar
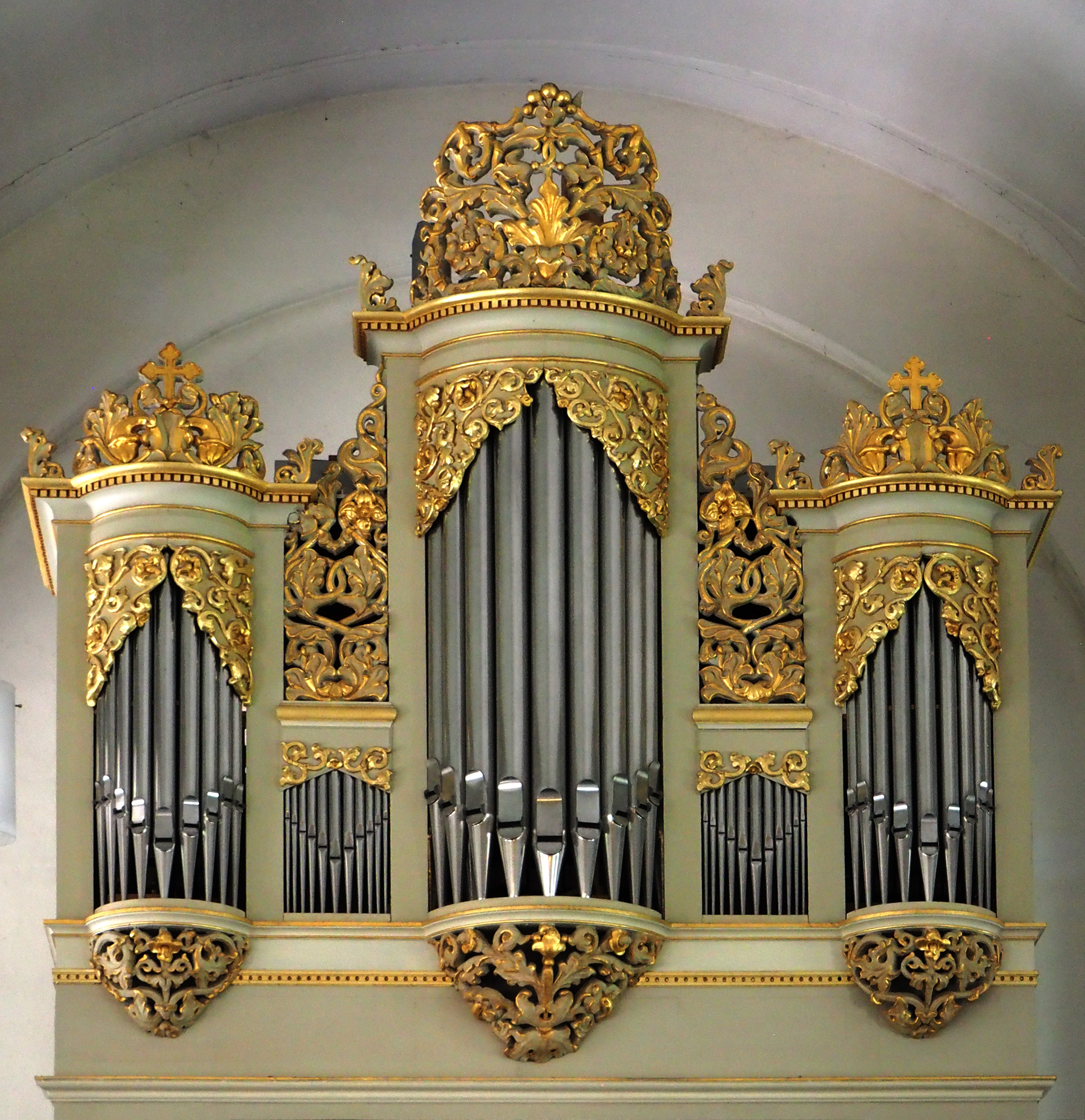
Prospekt der Orgel
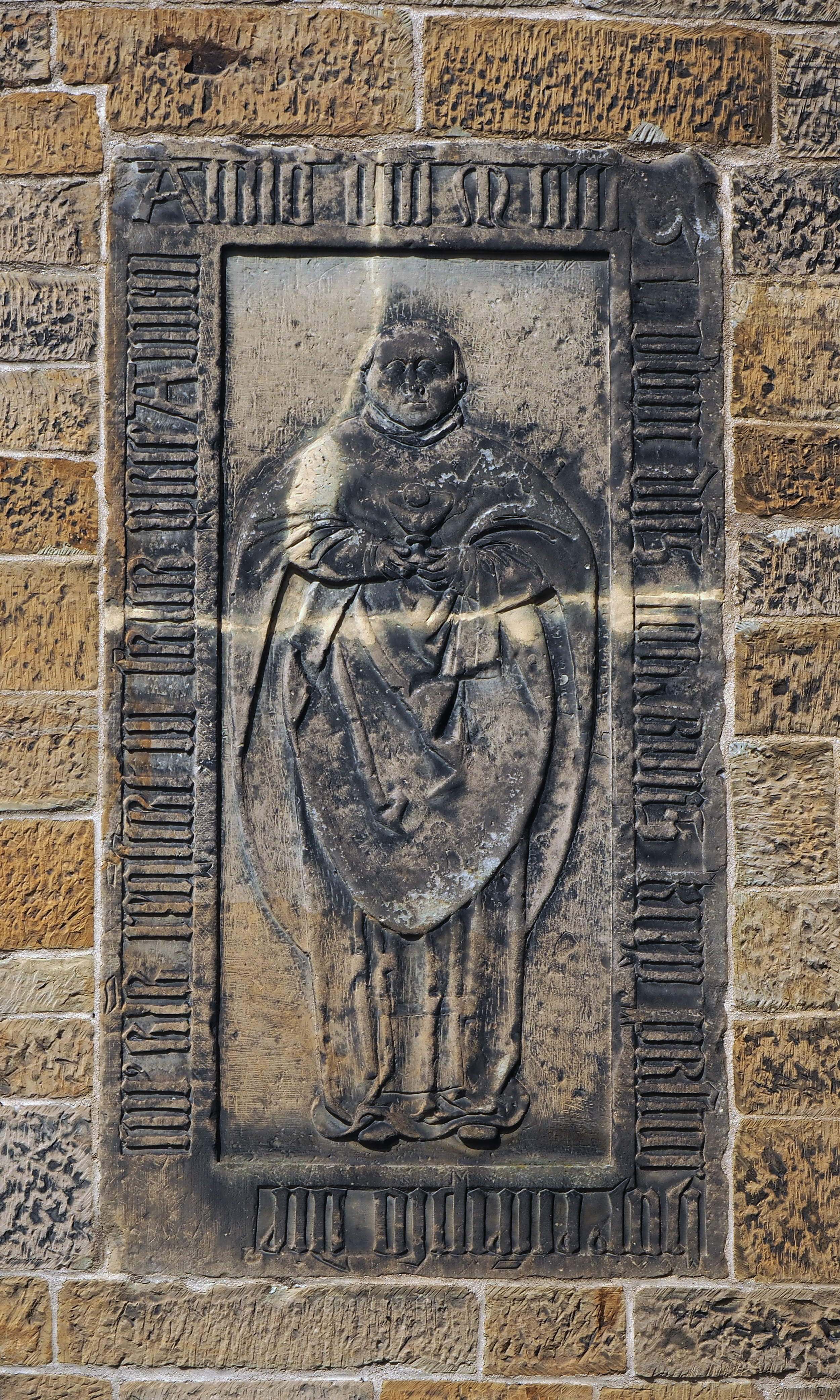
Gedenkstein aus dem 16. Jahrhundert
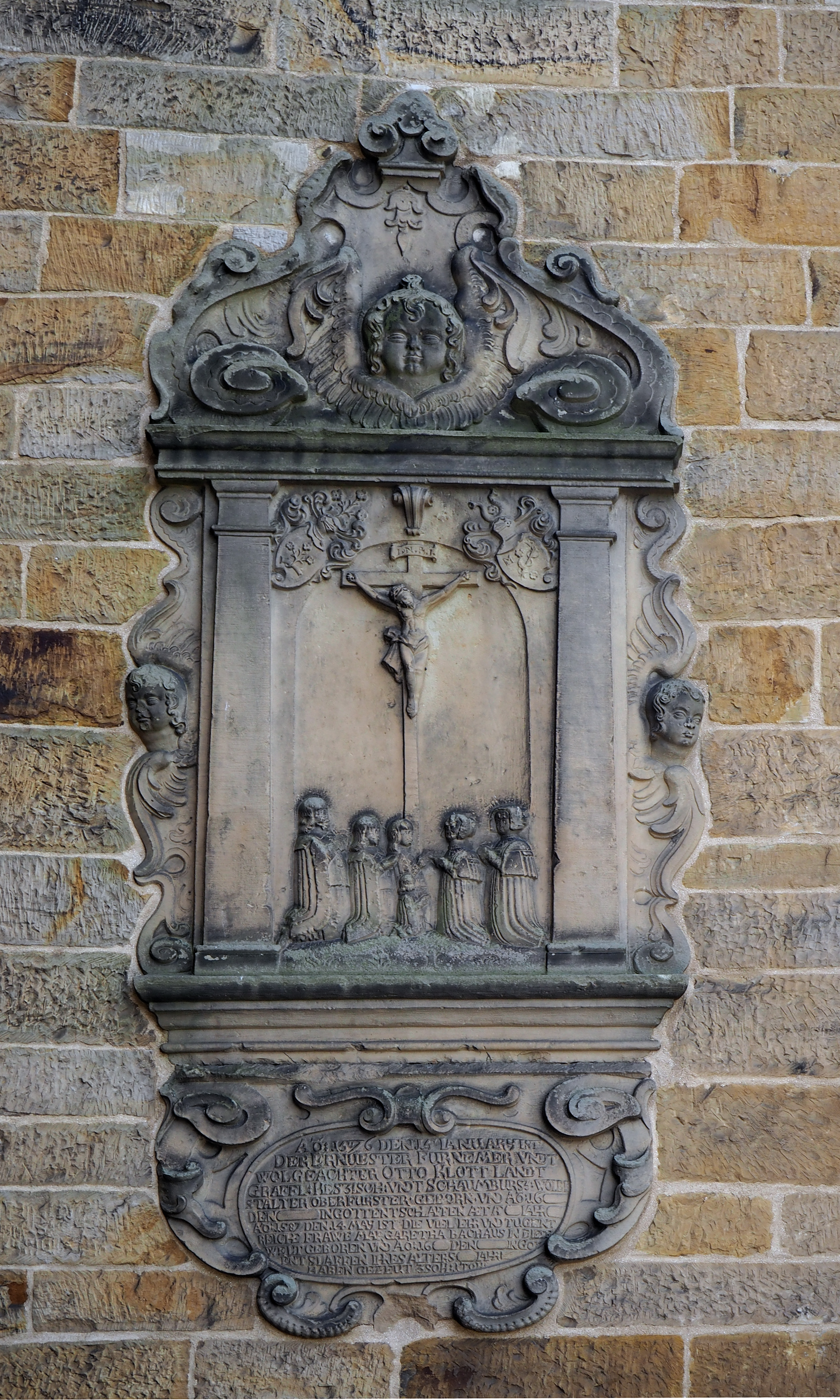
Gedenkstein aus dem 17. Jahrhundert

### Glocken
Die Kirche besitzt drei Glocken.
- Die älteste Glocke trägt die Jahreszahl 1397 und die Inschrift:

Maria es mine name
Mesters van haerlebek gisses mic (… weiterer unlesbarer Text).
- Die zweite Glocke trägt die Jahreszahl 1536 und die Inschrift:

Vocat Anna (Anna ruft).
- Die dritte Glocke ist der Nachguss einer Glocke von 1853. Das Original musste im Krieg zur Einschmelzung abgegeben werden,  1953 entstand die nachgebildete Glocke. Sie trägt die Umschrift:

Verleih uns Frieden gnädiglich,
o Herr zu unseren Zeiten.